# Leandro Mariscal y Espiga
Leandro Mariscal y Espiga (Burgos, 1833-Valladolid, 1905) fue un militar y escritor español.

## Biografía
Nació en 1833 en Burgos. Coronel de caballería y profesor en la Academia de Valladolid, fue autor de títulos como Compendio de geografía militar de España y Portugal (1888) y Estudios militares sobre Polibio, Tácito y Josefo. Recuerdos de don Jerónimo Merino, además de desempeñarse como redactor de El Noticiero de Tetuán y colaborador de la Revista Contemporánea. Mariscal, que habría sido galardonado con una cruz blanca del mérito militar por la publicación de obras científicas, falleció en Valladolid el 23 de junio de 1905.